# Queen of the Universe (seconda edizione)
La seconda edizione di Queen of the Universe è andata in onda in anteprima mondiale dal 2 al 22 giugno 2023 sulla piattaforma streaming Paramount+.
Il 15 febbraio 2022, tramite un comunicato stampa di Paramount+, è stato annunciato che il programma è stato rinnovato per una seconda stagione.
Il 22 febbraio 2023 vengono annunciate le dieci concorrenti, provenienti da tutto il mondo, che hanno l'obiettivo di essere incoronate come la prossima Queen of the Universe.
Taiga Brava, vincitrice dell'edizione, ha guadagnato come premio 250000 $, una corona e uno scettro di Fierce Drag Jewels.

## Concorrenti
Le dieci concorrenti che hanno preso parte al reality show sono:
| Concorrente   | Vero nome               | Età | Città                       | Posizionamento |
| ------------- | ----------------------- | --- | --------------------------- | -------------- |
| Taiga Brava   | Julio Iván Lemus Huerta | 30  | Cancún – Messico            | Vincitrice     |
| Trevor Ashley | Trevor Ashley           | 42  | Sydney – Australia          | 2º posto       |
| Aura Eternal  | Alan Yuri Geraci        | 24  | Palermo – Italia            | 3º posto       |
| Jazell Royale | Jazell Royale           | 34  | Orlando – Stati Uniti       | 4º posto       |
| Maxie         | Jayvhot Galang          | 23  | Manila – Filippine          | 5º posto       |
| Viola         | Niall Trowsdale         | 21  | Coventry – Regno Unito      | 6º posto       |
| Militia Scunt |                         | 28  | San Francisco – Stati Uniti | 7º posto       |
| Love Masisi   | Pierre Alexandre        | 44  | Amsterdam – Paesi Bassi     | 8º posto       |
| Miss Sistrata | Uri Elkayam             | 33  | Tel Aviv – Israele          | 9º posto       |
| Chloe V       |                         | 33  | Rio de Janeiro – Brasile    | 10º posto      |

## Tabella eliminazioni
| Ordine | Episodi  | Episodi  | Episodi | Episodi | Episodi | Episodi | Episodi | Episodi       |
| Ordine | 1        | 2        | 3       | 4       | 5       | 6       | 7       | 8             |
| ------ | -------- | -------- | ------- | ------- | ------- | ------- | ------- | ------------- |
| 1      | Trevor   | Trevor   | Taiga   | Maxie   | Jazell  | Taiga   | Taiga   | Taiga Brava   |
| 2      | Viola    | Viola    | Viola   | Taiga   | Trevor  | Jazell  | Aura    | Trevor Ashley |
| 3      | Jazell   | Jazell   | Aura    | Jazell  | Maxie   | Aura    | Trevor  | Aura Eternal  |
| 4      | Militia  | Militia  | Maxie   | Viola   | Aura    | Trevor  | Jazell  |               |
| 5      | Aura     | Aura     | Jazell  | Trevor  | Taiga   | Maxie   |         |               |
| 6      | Love     | Love     | Militia | Aura    | Viola   |         |         |               |
| 7      | Maxie    | Maxie    | Trevor  | Militia |         |         |         |               |
| 8      | Taiga    | Taiga    | Love    |         |         |         |         |               |
| 9      | Sistrata | Sistrata |         |         |         |         |         |               |
| 10     | Chloe    | Chloe    |         |         |         |         |         |               |

     La concorrente ha vinto la gara
     La concorrente è arrivata in finale ma non ha vinto la gara
     La concorrente è arrivata in finale ma è stata eliminata
     La concorrente è salva ed accede alla puntata successiva (l'ordine è il medesimo all'ordine d'esibizione)
     La concorrente figura tra gli ultimi ed è a rischio eliminazione
     La concorrente è stata eliminata
     La concorrente è stata eliminata a seguito del ballottaggio
     La concorrente si è ritirata dalla competizione per problemi di salute

## Giudici
- Graham Norton (presentatore)
- Michelle Visage
- Mel B
- Vanessa Williams
- Trixie Mattel

## Riassunto episodi

### Episodio 1 –Bigger Hits, Glossier Lips and Massive T**s
Nel primo episodio di Queen of the Universe, vengono presentate le prime cinque concorrenti che si esibiscono con un loro cavallo di battaglia.
| Ordine | Cantante      | Brano                                  | Risultato    |
| ------ | ------------- | -------------------------------------- | ------------ |
| 1      | Taiga Brava   | Everything I Wanted (Billie Eilish)    | Ballottaggio |
| 2      | Trevor Ashley | Get the Party Started (Shirley Bassey) | Salva        |
| 3      | Miss Sistrata | Diva (Dana International)              | Ballottaggio |
| 4      | Viola         | Lay Me Down (Sam Smith)                | Salva        |
| 5      | Jazell Royale | Easy on Me (Adele)                     | Salva        |

### Episodio 2 –A Spicy Twist
Nel secondo episodio vengono presentate le ultime cinque concorrenti che si esibiscono con un loro cavallo di battaglia. Al termine dell'ultima esibizione, la concorrente che ha ricevuto meno consensi dal pubblico viene immeritamente eliminata, mentre le concorrenti collocate tra gli ultimi cinque posti si esibiscono in una performance di gruppo davanti alla giura che ha decretato l'eliminazione di una seconda concorrente.
| Ordine | Cantante      | Brano                                              | Risultato    |
| ------ | ------------- | -------------------------------------------------- | ------------ |
| 1      | Aura Eternal  | Take Me to Church (Hozier)                         | Ballottaggio |
| 2      | Maxie         | Do It like a Dude (Jessie J)                       | Ballottaggio |
| 3      | Chloe V       | Creep (Radiohead)                                  | Eliminata    |
| 4      | Militia Scunt | Just Got Paid (Sigala, Ella Eyre e Meghan Trainor) | Salva        |
| 5      | Love Masisi   | Nails, Hair, Hips, Heels (Todrick Hall)            | Ballottaggio |
|        |               |                                                    |              |
| 1      | Aura Eternal  | Wannabe (Spice Girls)                              | Salva        |
| 1      | Love Masisi   | Wannabe (Spice Girls)                              | Salva        |
| 1      | Maxie         | Wannabe (Spice Girls)                              | Salva        |
| 1      | Miss Sistrata | Wannabe (Spice Girls)                              | Eliminata    |
| 1      | Taiga Brava   | Wannabe (Spice Girls)                              | Salva        |

### Episodio 3 –Double Trouble
Il terzo episodio si apre con le otto concorrenti che hanno superato il primo round d'esibizione che, divise in quattro coppie, si esibiscono con un brano originale scritto da loro. Al termine dell'ultima esibizione, i componenti della coppia che ha ricevuto meno consensi si esibiscono con un cavallo di battaglia davanti alla giura che ha decretato l'eliminazione di una concorrente.
| Ordine | Cantante      | Brano                                                  | Genere | Risultato    |
| ------ | ------------- | ------------------------------------------------------ | ------ | ------------ |
| 1      | Taiga Brava   | T4B (Taiga Brava & Viola)                              | Pop    | Salve        |
| 1      | Viola         | T4B (Taiga Brava & Viola)                              | Pop    | Salve        |
| 2      | Aura Eternal  | This Hot (Aura Eternal & Maxie)                        | R&B    | Salve        |
| 2      | Maxie         | This Hot (Aura Eternal & Maxie)                        | R&B    | Salve        |
| 3      | Jazell Royale | Gagging For You (Jazell Royale & Militia Scunt)        | Ballad | Salve        |
| 3      | Militia Scunt | Gagging For You (Jazell Royale & Militia Scunt)        | Ballad | Salve        |
| 4      | Love Masisi   | Rock Hard (Love Masisi & Trevor Ashley)                | Rock   | Ballottaggio |
| 4      | Trevor Ashley | Rock Hard (Love Masisi & Trevor Ashley)                | Rock   | Ballottaggio |
|        |               |                                                        |        |              |
| 1      | Love Masisi   | And I Am Telling You I'm Not Going (Jennifer Holliday) | —      | Eliminata    |
| 2      | Trevor Ashley | This Is Me (Keala Settle)                              | —      | Salva        |

### Episodio 4 –Dragging Up the Past
Il quarto episodio si apre con le sette concorrenti che hanno superato il secondo round d'esibizione che si esibiscono con brani ispirati alla loro prima esperienza con il mondo drag a cui, una volta terminata l'esibizione, viene presentata al pubblico la loro prima volta in drag. Al termine dell'ultima esibizione, le ultime due concorrenti che hanno ricevuto meno consensi dal pubblico vengono chiamate davanti alla giura che ha decretato la concorrente eliminata.
| Ordine | Cantante      | Brano                                     | Risultato    |
| ------ | ------------- | ----------------------------------------- | ------------ |
| 1      | Maxie         | Flashdance... What a Feeling (Irene Cara) | Salva        |
| 2      | Militia Scunt | Love Is a Losing Game (Amy Winehouse)     | Eliminata    |
| 3      | Aura Eternal  | Family Affair (Mary J. Blige)             | Ballottaggio |
| 4      | Taiga Brava   | Praying (Kesha)                           | Salva        |
| 5      | Jazell Royale | Save the Best for Last (Vanessa Williams) | Salva        |
| 6      | Viola         | Don't Stop Me Now (Queen)                 | Salva        |
| 7      | Trevor Ashley | The Rose (Westlife)                       | Salva        |

### Episodio 5 –Who's Ready for a Dance Off?
Il quinto episodio si apre con le sei concorrenti che hanno superato il terzo round d'esibizione, che si esibiscono con un look ed una performance che rispecchi il tema Future Disco 3000 in tre duelli. Al termine dell'ultima esibizione, le tre concorrenti sconfitte che hanno ricevuto meno consensi dal pubblico vengono chiamate ad esibirsi in una performance di gruppo davanti alla giura che ha decretato la concorrente eliminata.
| Duello | Ordine | Cantante      | Brano                                                               | Risultato    |
| ------ | ------ | ------------- | ------------------------------------------------------------------- | ------------ |
| 1      | 1      | Taiga Brava   | About Damn Time (Lizzo)                                             | Ballottaggio |
| 1      | 2      | Jazell Royale | React (Pussycat Dolls)                                              | Salva        |
| 2      | 3      | Aura Eternal  | Stupid Love (Lady Gaga)                                             | Ballottaggio |
| 2      | 4      | Trevor Ashley | Me Too (Meghan Trainor)                                             | Salva        |
| 3      | 5      | Viola         | It's a Sin (Pet Shop Boys)                                          | Ballottaggio |
| 3      | 6      | Maxie         | Physical (Dua Lipa)                                                 | Salva        |
|        |        |               |                                                                     |              |
| —      | 1      | Aura Eternal  | Sisters Are Doin' It for Themselves (Eurythmics ed Aretha Franklin) | Salva        |
| —      | 1      | Taiga Brava   | Sisters Are Doin' It for Themselves (Eurythmics ed Aretha Franklin) | Salva        |
| —      | 1      | Viola         | Sisters Are Doin' It for Themselves (Eurythmics ed Aretha Franklin) | Eliminata    |

### Episodio 6 –Exposed!
Il sesto episodio si apre con le cinque concorrenti che hanno superato il quarto round d'esibizione, che si esibiscono con un brano che comprenda una performance di burlesque. Prima dell'inizio della gara, Graham Norton annuncia che Maxie ha dovuto abbandonare la competizione per motivi di salute.
Al termine dell'ultima esibizione, le ultime due concorrenti che hanno ricevuto meno consensi dal pubblico vengono chiamate davanti alla giura che avrebbe dovuto decretare la concorrente eliminata. Tuttavia, alla luce del ritiro di Maxie, la giuria ha deciso di non eliminare nessuno, facendo accedere tutte le concorrenti alla semifinale.
| Ordine | Cantante      | Brano                                     | Risultato    |
| ------ | ------------- | ----------------------------------------- | ------------ |
| 1      | Trevor Ashley | Better the Devil You Know (Kylie Minogue) | Ballottaggio |
| 2      | Taiga Brava   | All by Myself (Céline Dion)               | Salva        |
| 3      | Aura Eternal  | Someone You Loved (Lewis Capaldi)         | Ballottaggio |
| 4      | Jazell Royale | Imagine (John Lennon)                     | Salva        |
| —      | Maxie         | —                                         | Ritirata     |

### Episodio 7 –Battle of the Divas
Il settimo episodio si apre con le quattro concorrenti che hanno avuto accesso alle semifinali, che si esibiscono su un brano di musica pop insieme ad un membro della giuria.  Al termine dell'ultima esibizione, le tre concorrenti sconfitte che hanno ricevuto meno consensi dal pubblico vengono chiamate ad esibirsi in una performance di gruppo davanti alla giura che avrebbe dovuto decretare la concorrente eliminata. Tuttavia, in seguito ad un pareggio nel voto dei singoli giurati, la scelta dell'eliminata è ricaduta sul pubblico.
| Ordine | Cantante                             | Brano                                    | Risultato    |
| ------ | ------------------------------------ | ---------------------------------------- | ------------ |
| 1      | Taiga Brava (con Mel B)              | Good Ones (Charli XCX)                   | Finalista    |
| 2      | Jazell Royale (con Vanessa Williams) | I'm a Slave 4 U (Britney Spears)         | Ballottaggio |
| 3      | Aura Eternal (con Michelle Visage)   | Left Outside Alone (Anastacia)           | Finalista    |
| 4      | Trevor Ashley (con Trixie Mattel)    | River Deep - Mountain High (Tina Turner) | Ballottaggio |
|        |                                      |                                          |              |
| 1      | Jazell Royale                        | Strong Enough (Cher)                     | Eliminata    |
| 1      | Trevor Ashley                        | Strong Enough (Cher)                     | Finalista    |

### Episodio 8 –The Winner Is...
L'ultimo episodio si apre con l'ingresso delle tre finaliste, che si esibiscono con due canzoni, una a tema inno LGBT ed un proprio cavallo di battaglia. Al termine dell'ultima esibizione, le due concorrenti che hanno ricevuto più consensi dal pubblico accedono alla finalissima a due, dove la giuria ha il compito di decretare la vincitrice della seconda edizione di Queen of the Universe.
| Cantante      | Ordine | Brano inno LGBT                      | Ordine | Brano della vittoria            | Risultato  |
| ------------- | ------ | ------------------------------------ | ------ | ------------------------------- | ---------- |
| Trevor Ashley | 1      | It's Raining Men (The Weather Girls) | 4      | Maybe This Time (Liza Minnelli) | Seconda    |
| Taiga Brava   | 2      | True Colors (Cyndi Lauper)           | 6      | Without You (Mariah Carey)      | Vincitrice |
| Aura Eternal  | 3      | Sissy That Walk (RuPaul)             | 5      | Chandelier (Sia)                | Terza      |